# Moorbad Gmös
Moorbad Gmös är ett naturreservat i Österrike.   Det ligger i förbundslandet Oberösterreich, i den centrala delen av landet, 190 km väster om huvudstaden Wien.
Trakten runt Moorbad Gmös består till största delen av jordbruksmark. Runt Moorbad Gmös är det ganska tätbefolkat, med 70 invånare per kvadratkilometer.